# یونس عمووری
یونس عمووری (انگلیسی: Younous Oumouri؛ زادهٔ ۳۰ اوت ۱۹۷۵) بازیکن فوتبال اهل فرانسه است.
از باشگاه‌هایی که در آن بازی کرده‌است می‌توان به باشگاه فوتبال ایگالئو اشاره کرد.
وی همچنین در تیم ملی فوتبال ماداگاسکار بازی کرده‌است.